# Need for Speed: The Run
Need For Speed : The Run est un jeu vidéo de course développé par EA Black Box et édité par Electronic Arts en 2011 sur PlayStation 3, Xbox 360 et Windows. Sorties la même année, les versions Nintendo 3DS et Wii sont développées par Firebrand Games.
Le jeu fait partie de la série des Need for Speed.

## Synopsis
Le joueur incarne Jack Rourke, un pilote en fuite qui doit de l'argent à des mafieux. Après les avoir échappés de justesse, il retrouve Sam Harper qui lui propose de régler sa dette en participant au Run. Le but : aller de San Francisco à New York, mais en suivant un itinéraire précis et en passant par de nombreuses courses illégales, dont l'enjeu sera parfois sa survie. Seule solution pour s'en sortir : gagner. Après avoir battu quelques rivaux potentiels, Jack se fera agresser au volant par une Aston Martin One-77 de couleur sombre et pour cause : Marcus Blackwell, le neveu du chef de la mafia auquel il a mis la tête de Jack à prix, essaie de tuer Jack à plusieurs reprises, soit en le ralentissant violemment et en l'envoyant dans le décor, soit en lui tirant dessus. Lorsqu'il arrive à New York, Marcus est son dernier adversaire. À la dernière ligne droite, Marcus se crashe de façon brutale en fonçant dans des poteaux, pensant qu'il passerait dans la dernière partie de la dernière ligne droite. De ce fait, Jack gagne le Run et avec l'aide de Sam, il a payé sa dette envers la mafia. Sans limitations de vitesse, ni règles, ni alliés, Need for Speed: The Run mène le joueur par les itinéraires les plus dangereux et emplis de pièges des États-Unis (centres-villes bondés, cols de montagne, canyons abrupts et étroits), qu'il faudra négocier à des vitesses ahurissantes en évitant la mafia et des policiers surentraînés qui ne reculeront devant rien pour arrêter le joueur.

## Système de jeu
Need for Speed: The Run sera avant tout un jeu de course mais également un jeu d'action grâce aux nombreuses phases de Quick Time Event.
Si le jeu se présente comme un run unique de la côte ouest à la côte est américaine, il s'agit en réalité d'un ensemble de courses s'enchaînant les unes à la suite des autres séparés par des temps de chargement et par des ellipses temporelles. Les épreuves du jeu se répartissent en différentes catégories : courses à checkpoints, duels, sprints, courses contre rivaux et poursuite avec les forces de l'ordre ou la mafia.
Il s'agit du premier jeu Need for Speed à intégrer un système de flashback. Lors d'une épreuve, le joueur peut revenir au dernier point de passage sans perdre sa progression. Ce système permet de ne pas recommencer la totalité d'une épreuve lorsqu'une erreur est commise durant la partie. Le nombre de flashback disponible pour chaque épreuve dépend du niveau de difficulté choisi en début de partie.

### Courses à checkpoints
Le joueur sera régulièrement mis à l'épreuve dans des courses contre la montre. L'objectif sera de passer un certain nombre de points de passage avant que le chronomètre ne tombe à zéro. En cas d'échec, le joueur pourra user de flashbacks afin de reprendre au dernier point de contrôle franchi et de tenter la portion de la course échouée de nouveau.

### Courses classiques
Le Run étant découpés en plusieurs courses, une grande majorité d'entre-elles seront consacrées au dépassement des adversaires. Le nombre d'adversaire étant propre à chaque course, l'objectif sera de tous les dépasser. Pour remporter une course, il faut donc obligatoirement finir en première position à la fin de la course.

### Duels
Les duels sont des courses en 1 contre 1 où l'adversaire à vaincre possède des aptitudes de conduites plus poussés que les adversaires classiques. L'objectif est de passer la ligne d'arrivée avant l'adversaire. Ces adversaires sont tous introduits par une courte description de leurs motivations en participant au Run.

### Courses contre rivaux
Dans les courses contre les rivaux, le joueur doit se trouver devant le rival lorsque le chronomètre atteint 0. Comparable à une succession d'éliminations directes en 1 contre 1, ce type de course est relativement peu présent dans le jeu.

### Poursuites
Si le jeu est une suite d'épreuve linéaire, sa mise en scène et son scénario déstructurent régulièrement la narration du jeu. Les phases de poursuites sont des évènements prévus en amont mais qui n'existe que dans l'histoire du jeu. Il peut s'agir d'échapper à la police ou à la mafia dans des conditions de conduite extrême (avalanche, circulation dense, route impraticable, véhicules armés...)

## Ventes
Les ventes du jeu sont véritablement catastrophiques, le jeu ne parvient même pas a entrer dans le top 10 des meilleurs jeux vendus en Europe dès sa première semaine de commercialisation, sûrement à cause des notes qu'il a reçues qui ne sont en aucun cas dignes d'un jeu de la série Need For Speed, ou encore à cause de son prix relativement élevé.
Ses ventes sont de 2,9 millions d'exemplaires depuis sa sortie, tous supports confondus.

## Versions
Les 3 versions principales du jeu sont quasiment identiques, mais on note une grande avance graphique sur PC quand le niveau de réalisme est mis au maximum. Les versions Playstation 3 et Xbox 360 sont identiques. À noter que le jeu est également disponible en édition limitée sur PC, PS3 et Xbox 360.
Le jeu s'appuie sur le moteur graphique Frostbite 2.

### Version Nintendo 3DS
Une version 3DS est également sortie, encore inférieure graphiquement à la version Wii et dotée d'une maniabilité jugée « douteuse »[réf. nécessaire]. Néanmoins, le jeu s'en sort malgré tout grâce à sa durée de vie très bonne et son mode multijoueur.

### Liste des titres du jeu
1. The Black Keys - Lonely Boy
2. Endless Boogie - Empty Eye
3. Gary Clark Jr. - Don't Owe You A Thing
4. Girls Against Boys - Bulletproof Cupid
5. Handsome Furs - Damage
6. London Souls - The Sound
7. Lykke Li - Get Some
8. Mastodon - Curl of the Burl
9. Middle Class Rut - Alive or Dead
10. Ministry - N.W.O.
11. Monstro - Solar
12. Black Lips - The Lie
13. Red Fang - Prehistoric Dog
14. Ritmo Machine - La Calle
15. Rival Sons - Save Me
16. Reverend Horton Heat - Big Red Rocket of Love
17. The Black Angels - Better Off Alone
18. Unkle Feat. Nick Cave - Money and Run
19. Black Pistol Fire - Trigger on My Fire
20. The Brian Jonestown Massacre - The Way it Was
21. Black Rebel Motorcycle Club - Beat the Devil's Tattoo
22. Canned Heat - On the Road Again
23. Dan Auerbach - Heartbroken, in Disrepair
24. Dead Weather - Treat Me Like Your Mother
25. Donovan - Riki Tiki Tavi